# Pa'O Self-Administered Zone

Fahne der Pa-O National Organisation, welche die Pa'O Self-Administered Zone 2024 verwaltete.

Die Pa'O Self-Administered Zone besteht aus 3 Bezirken um den Inle-See, die nicht zusammenhängen Rot: Hsi Hseng, Blau: Hopong, Grün: Pinlaung

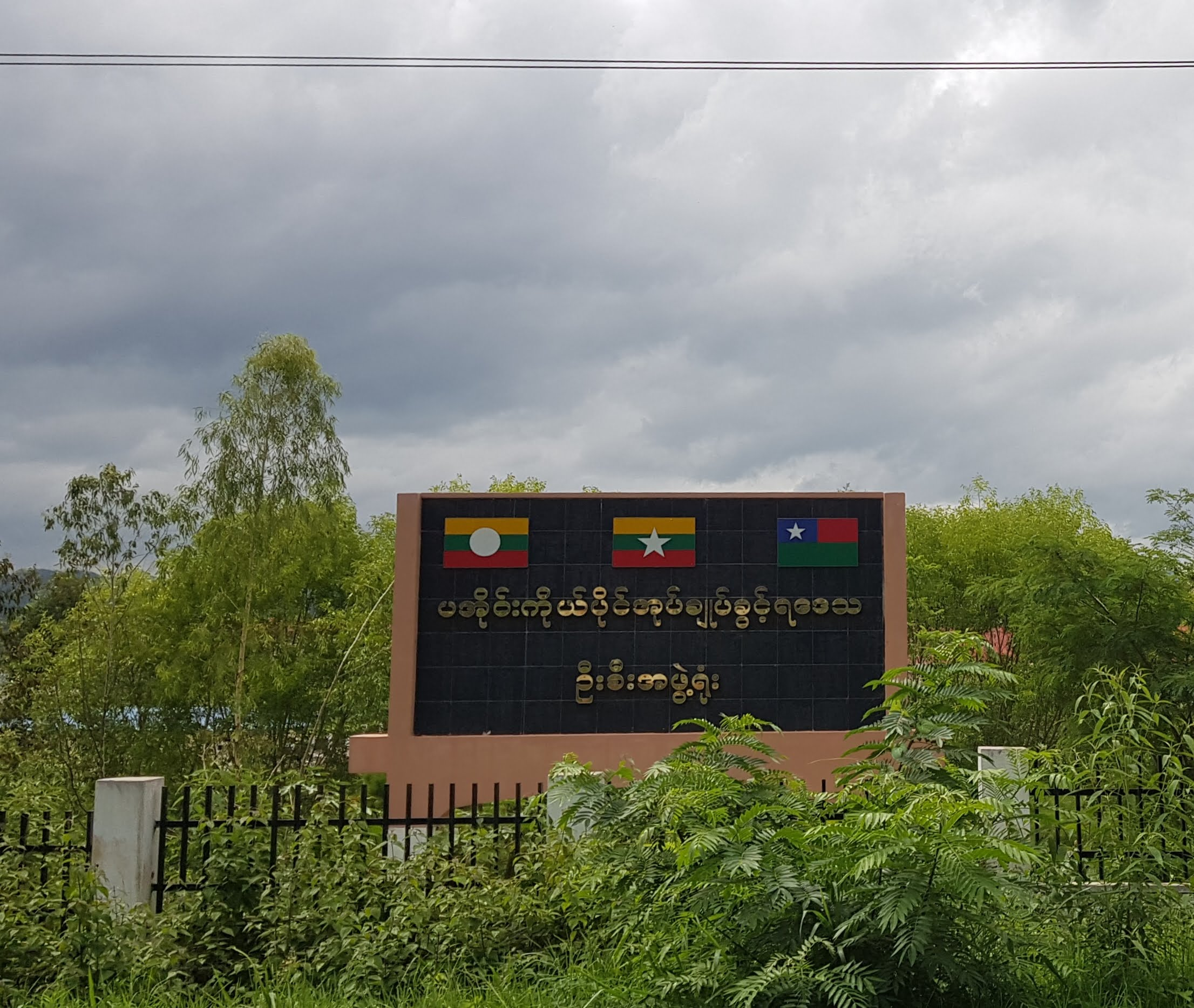
Eingangsschild der Verwaltung der Pa'O Self-Administered Zone

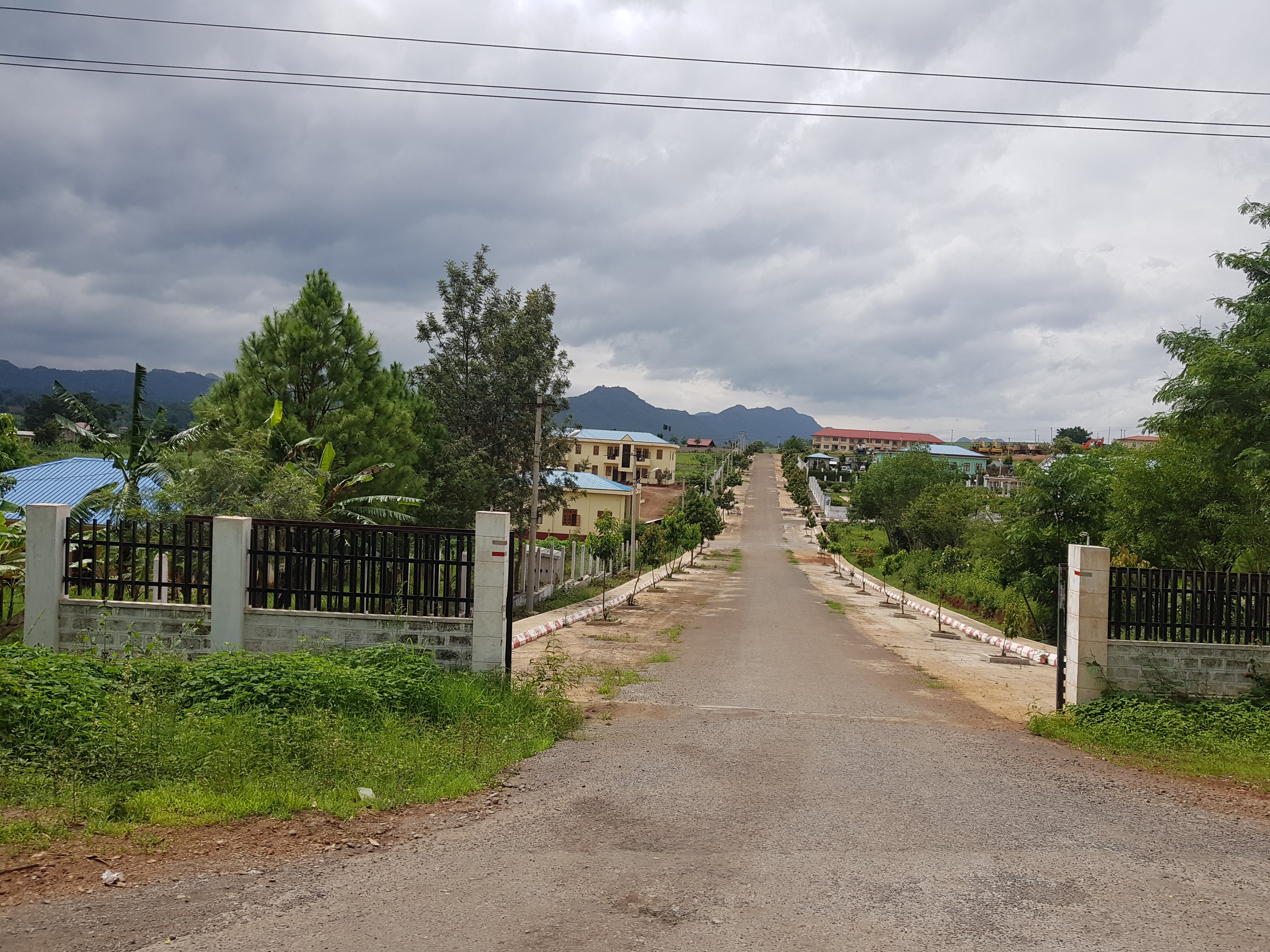
Der Verwaltungssitz der Pa'O Self-Administered Zone

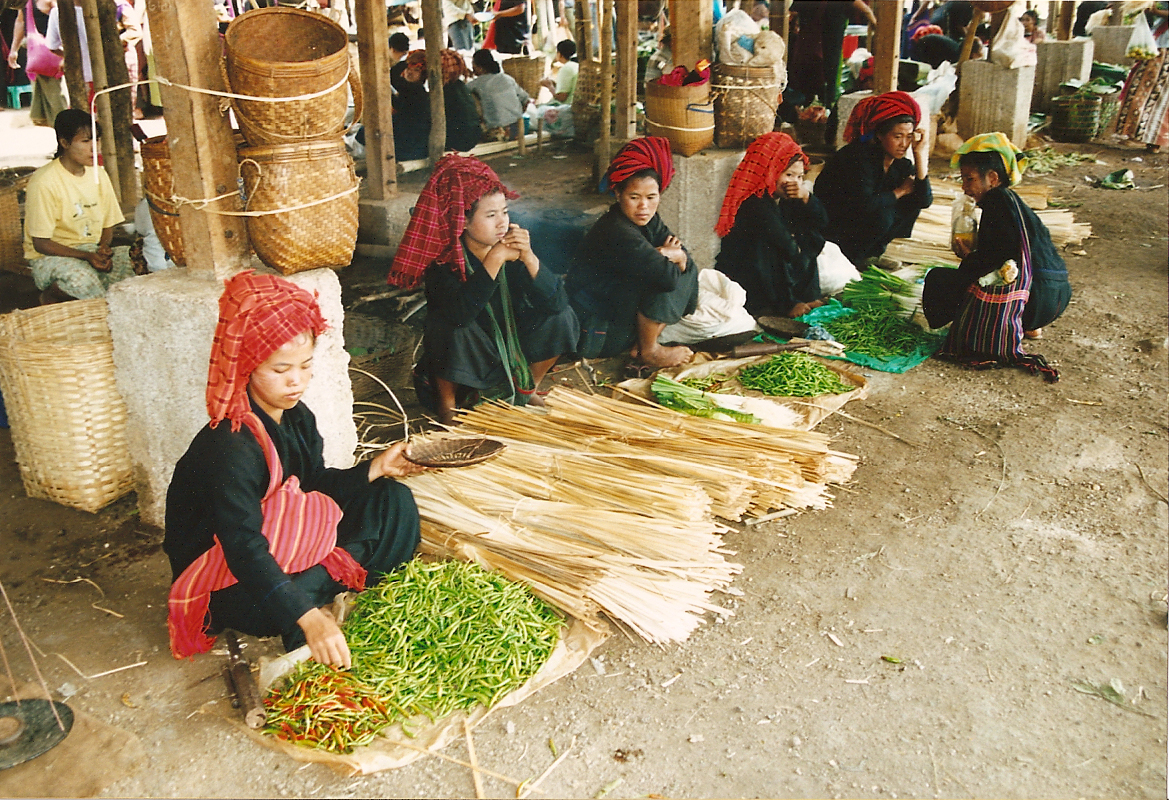
Pa'o Frauen auf einem Markt.

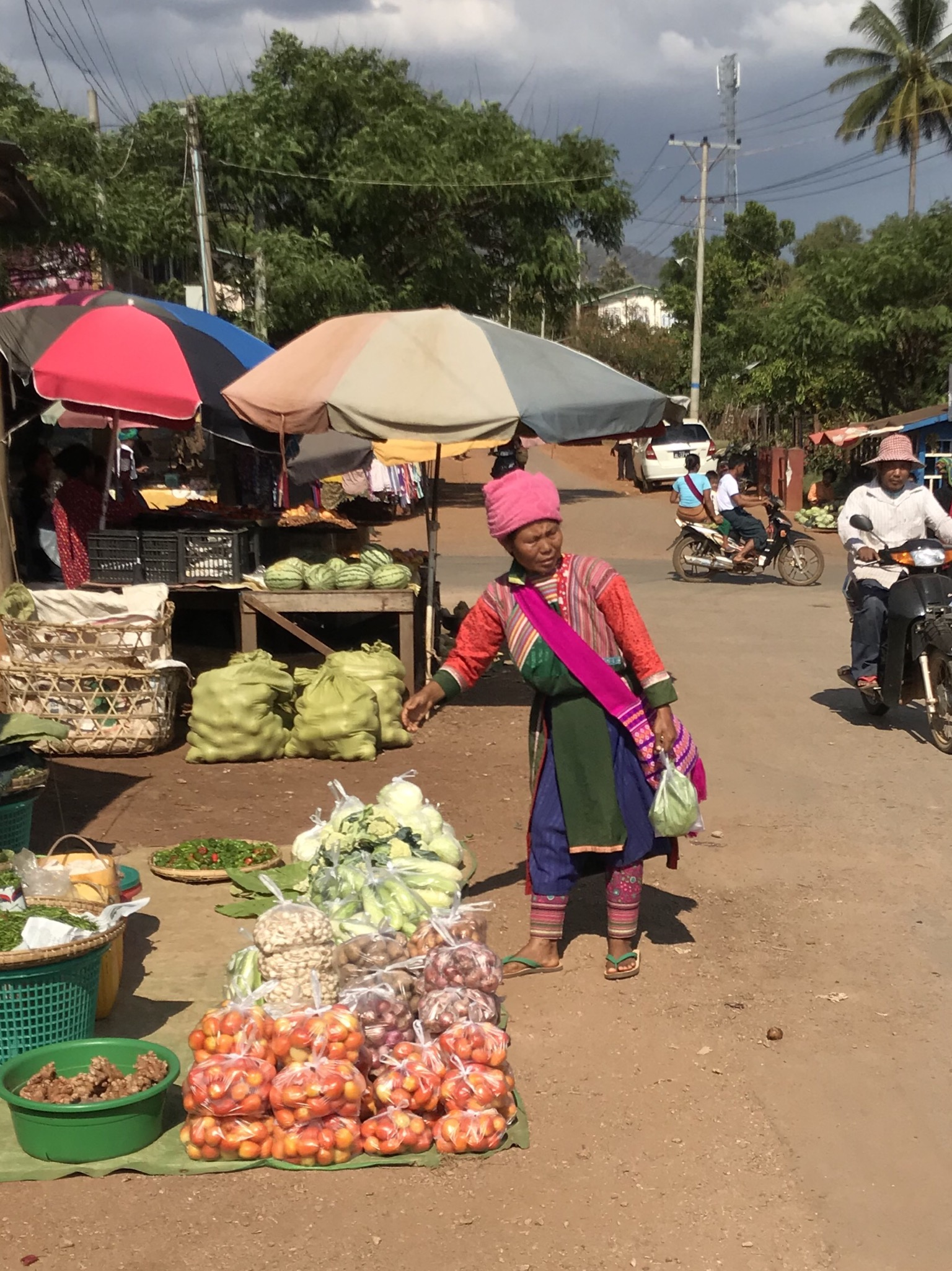
Markt in Hsi Hseng in der Pa'O Self-Administered Zone

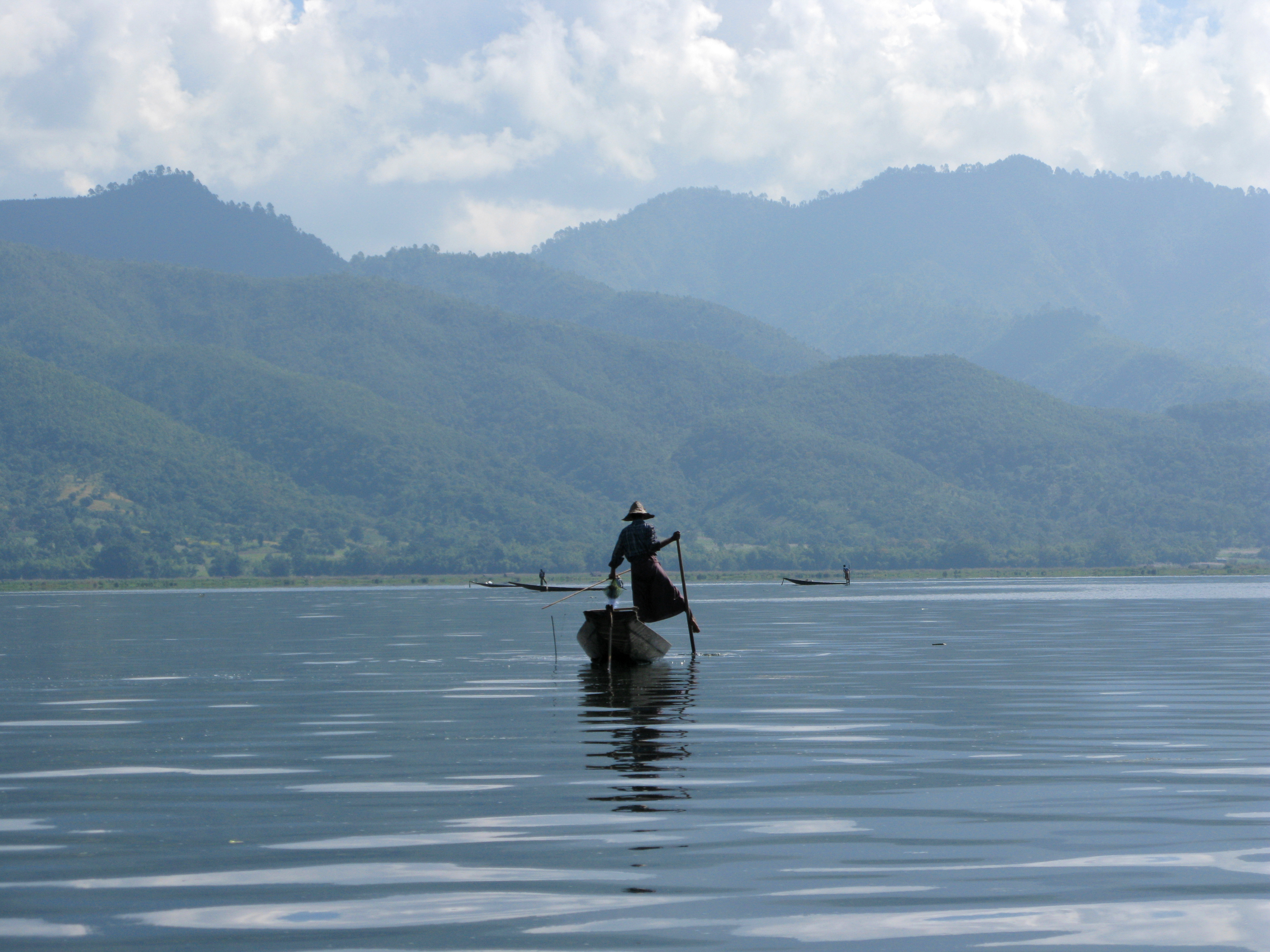
Teilweise gehört der Inle-See zum Gebiet der Pa'O Self-Administered Zone

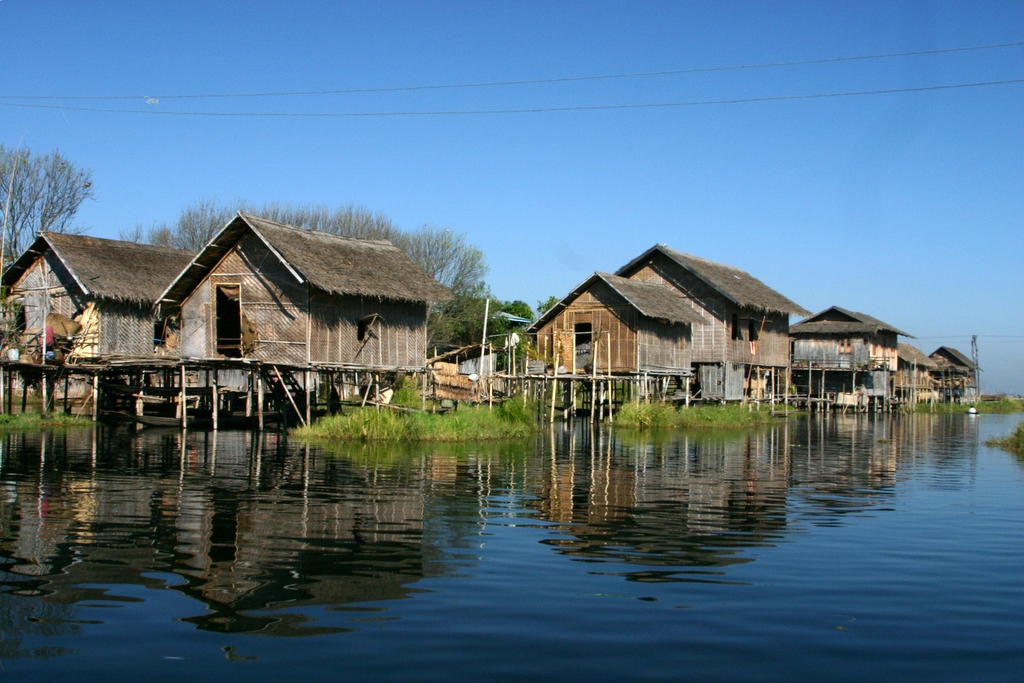
Pfahlbaudorf am Inle-See

Die Pa'O Self-Administered Zone (birmanisch ပအိုဝ်းကိုယ်ပိုင်အုပ်ချုပ်ခွင့်ရဒေသ) ist eine Sonderverwaltungszone in Myanmar. Die Pa'O Self-Administered Zone besteht aus 3 Bezirken des Shan-Staats, wurde 2008 in der Verfassung des Landes definiert und 2010 gegründet. Die Mehrheit der Einwohner besteht aus Pa'o die in Myanmar als eigene ethnische Minderheit gelten. Die Zentralregierung erkennt die Pa'o als eine der 135 ethnischen Gruppen im Land an. Die Pa'o sind mit den Karen sprachlich und kulturell verwandt. Stand 2014 hatte die Pa'O Self-Administered Zone 380.427 Einwohner. Nach dem Fünfjahresplan der Zone hatte sie 2018 426.011 Bewohner.

## Geographie
Die Pa'O Self-Administered Zone besteht aus den Bezirken Hsi Hseng, Hopong und Pinlaung des Shan-Staates. Hauptstadt der Zone ist Hopong. Die Zone ist gebirgig und liegt an einem großen See, dem Inle-See. Der See ist bekannt durch seine Einbeinruderer, schwimmenden Dörfer und Gärten.

## Geschichte
Nach der Unabhängigkeit von Großbritannien gründeten die Karen im Shan-Staat eine eigene Organisation, die Pa-O National Organisation (kurz PNO). Diese wiederum gründete einen bewaffneten Arm, die Pa-O National Army (kurz PNA). Ziel der Organisationen war eine größere Autonomie der Pa'O innerhalb des Shan-Staates. Am 11. April 1991 wurde nach jahrzehntelangen Kämpfen mit der Zentralregierung ein Waffenstillstand vereinbart. Die PNO konnte nach diesem die Gebiete der Zone autonom verwalten. Die PNA wurde in eine Miliz der Zentralregierung umgewandelt und von dieser finanziert und ausgerüstet. In der Verfassung von 2008 wurden die ehemaligen Waffenstillstandsgebiete zu einer Self Administrated Zone. 2009 gliederten sich einige weitere bewaffnete Organisationen in die PNO ein, und so konnte 2010 eine Zonenregierung etabliert werden. Aufgrund des Autonomiestatus galten die Pa'O als militärregierungsfreundlich. Dies besonders, weil die in der Region ebenfalls aktive Shan State Army-South (kurz SSA-RCSS) auch eine militärische Präsenz in der Region um die Zone hatte. Die SSA-RCSS unterschrieb erst 2015 einen Waffenstillstand mit der damals zivilen Regierung. Nach dem Putsch am 1. Februar 2021 unterstützte die Zone die neu geschaffene Militärregierung State Administration Council (kurz SAC). Die PNA versuchte durch Zwangsrekrutierungen ihre Ränge aufzufüllen und führte zusammen mit der Armee der Militärregierung Operationen gegen die sich bildenden People's Defence Forces (kurz PDF) und gegen die Karenni Nationalities Defence Force (kurz KNDF) im benachbarten Karenni-Staat durch. Einige der Stützpunkte der PNA wurden im Gegenzug von den PDF's und der KNDF 2022 überrannt. In der Zone waren auch die Pa-O National Liberation Army (kurz PNLA) mit ihrer politischen Organisation Pa-O National Liberation Organisation kurz (PNLO) aktiv, welche versuchten die PNA und die PNO zu einem Seitenwechsel zu zwingen. Die PNLA und PNLO unterstützten 2024 die Exilregierung (National Unity Government kurz NUG) und bekämpften die Militärregierung. 2024 kam es zu heftigen Gefechten innerhalb der Zone. So überrannte die PNLA, zusammen mit Einheiten der PDF und der KNDF Positionen der PNA in Hsihseng am 22. Januar 2024 und besetzten die Stadt. Am 3. März 2024 konnte die PNA mithilfe der Luftwaffe und Bodentruppen der Militärregierung die Stadt zurückerobern. Mehr als 100.000 Menschen wurden durch die Kämpfe zur Flucht aus ihren Häusern gezwungen.

## Verwaltung
Die Zone wird durch einen Zwölfköpfigen Verwaltungsrat regiert, welcher Exekutive und Legislative umfasst. Ein Parlament ist in der Verfassung von 2008 nicht vorgesehen. 25 % der Sitze werden vom Militär gestellt, der Rest von der PNO. Auch der Vorsitzende des Gremiums wird von der PNO gestellt. Die Zone und der Verwaltungsrat hat nach der Verfassung folgende Kompetenzen:
- Bau und Instandhaltung von Straßen und Brücken
- Öffentliche Gesundheit
- Entwicklungsfragen
- Brandschutz
- Pflege von Weideland
- Schutz und Erhaltung von Wäldern
- Erhaltung der natürlichen Umwelt in Übereinstimmung mit den von der Unionsregierung erlassenen Gesetzen
- Wasser- und Elektrizitätsfragen in Städten und Dörfern
- Marktfragen in Städten und Dörfern.

Zusätzlich übernommene Kompetenzen:
- Kommunikationsinfrastruktur wie Mobile Netzwerke und Internet
- Landwirtschaft
- Öffentlicher Nahverkehr
- Förderung der Landwirtschaft
- Erziehung und Ausbildung wie der Betrieb von Grund und Weiterführenden Schulen und Berufsfachschulen
- Tourismus

## Bevölkerung
Im Fünfjahresplan der Pa'O Self-Administered Zone wurde die Bevölkerung wie folgt angegeben:
| Bezirk   | Anzahl der Gemeinden | Anzahl der Haushalte | Bevölkerung |
| -------- | -------------------- | -------------------- | ----------- |
| Pinlaung | 25                   | 35.527               | 182.259     |
| Hsihseng | 13                   | 24.245               | 140,288     |
| Hopong   | 22                   | 17.647               | 103.464     |
| Gesamt   | 60                   | 77.419               | 426.011     |